# Verneuil (Nièvre)
Verneuil település Franciaországban, Nièvre megyében. Lakosainak száma 276 fő (2022. január 1.). Verneuil Diennes-Aubigny, Cercy-la-Tour, Champvert, Charrin és Saint-Hilaire-Fontaine községekkel határos.

## Népesség
A település népessége az elmúlt években az alábbi módon változott:
| Lakosok száma | 323  | 306  | 309  | 296  | 296  | 296  | 289  | 283  | 276  |
|               | 2013 | 2015 | 2016 | 2017 | 2018 | 2019 | 2020 | 2021 | 2022 |